# Posh và Becks
Posh và Becks (tiếng Anh: Posh and Becks) là một biệt danh của cặp đôi người Anh rất nổi tiếng Victoria Beckham (họ thời con gái Adams, thành viên "Posh Spice" của nhóm nhạc nữ Spice Girls) và David Beckham (nam danh thủ bóng đá và cựu đội trưởng đội tuyển bóng đá quốc gia Anh). Posh & Becks cũng là tựa đề quyển sách nói về cặp đôi của tác giả Andrew Morton.
Adams và Beckham bắt đầu hẹn hò vào năm 1997, từ đó dẫn tới sự hình thành thuật ngữ kể trên nhờ vào hiệu ứng truyền thông rộng rãi. Đám cưới của cặp đôi nổi tiếng diễn ra vào ngày 4 tháng 7 năm 1999, và căn nhà chung của hai người họ tại Hertfordshire, Anh Quốc rất nhanh được truyền thông đặt biệt danh là "Beckingham Palace" (cách nói ghép từ giữa cung điện Buckingham và họ Beckham). Vợ chồng Beckham có ba người con trai: Brooklyn, Romeo và Cruz; và một người con gái út: Harper.
"Posh và Becks" được chính thức đưa vào trong từ điển Collins Concise English Dictionary vào năm 2001. Thuật ngữ này được sử dụng nhiều trên báo chí và những phương tiện truyền thông khác, và trở nên phổ biến rộng rãi ở nền văn hoá nước Anh. Tuy nhiên, "Posh và Becks" cũng từ đó bị biến thành từ lóng, ý chỉ "tình dục".